# Äijäjoki (Zweedse rivier)
De Äijäjoki  (Äijärivier) is een rivier die stroomt in de Zweedse  gemeente Kiruna. De rivier verzorgt de afwatering van het Äijämoeras en de meren Äijäjärvi en Äijälompolo. De rivier stroomt naar het noordoosten weg. Ze is circa 26 kilometer lang.
Finland kent een rivier en dorp met die naam.
Afwatering: Äijäjoki → Torne → Botnische Golf